# Жорги, Квентин
Квентин Жорги́ (фр. Quentin Jauregui; род. 22 апреля 1994, Камбре, Франция) — французский профессиональный шоссейный велогонщик, выступающий c 2015 года за команду «AG2R Citroën».

## Достижения
2012
1-й  — Чемпионат Франции по циклокроссу среди юниоров
1-й  - Гран-при Генерала Паттона (юниоры)
1-й на этапе 1
2014
1-й на этапе 1 - Rhône-Alpes Isère Tour
3-й - Polynormande
7-й - Tour du Finistère
2015
1-й - Grand Prix de la Somme
2016
1-й  Горная классификация - Рут-дю-Сюд
2017
3-й - Tour du Doubs
2018
3-й - Paris–Chauny
8-й - Круги Сарты
10-й - Tour de Vendée
| ГК  | Генеральная классификация |
| ГрК | Горная классификация      |

### Гранд-туры
| Гонка           | 2016 | 2017 | 2018 |
| --------------- | ---- | ---- | ---- |
| Джиро д'Италия  | —    | 90   | 48   |
| Тур де Франс    | —    | —    | —    |
| Вуэльта Испании | 95   | —    | —    |

| —  | Не участвовал  |
| НФ | Не финишировал |